# حسین طلایی
حسین طلائی روستایی از توابع بخش مرکزی شهرستان دلفان در استان لرستان ایران است.

## جمعیت
این روستا در دهستان خاوه شمالی قرار دارد و بر اساس سرشماری مرکز آمار ایران در سال ۱۳۸۵، جمعیت آن ۱۶۸ نفر (۳۷خانوار) بوده‌است.
بر اساس سرشماری مرکز آمار ایران در سال ۱۳۹۰، جمعیت آن ۳۹ خانوار؛ ۱۶۷ نفر، ۸۵ زن و ۸۲ مرد بوده‌است.